# Coca (planta)
La coca (Erythroxylum coca) és una planta de la família de les eritroxilàcies (Erythroxylaceae) oriünda de països de l'Amèrica del Sud nord occidental propers als Andes com Perú, Bolívia, Equador i el nord de l'Argentina. La planta té un paper significatiu en la cultura andina tradicional. Les fulles de la coca contenen cocaïna, que és un potent estimulant del sistema nerviós central i també és una de les substàncies més controlades del món.

## Nomenclatura i sistemàtica

### Sinonímia i altres noms populars
En català aquesta planta no presenta sinonímies, el nom popular és coca, així com en gallec, portuguès, francès o anglès. En castellà, però, presenta altres denominacions com: "cocáa", "javo", "patú", "jayuelo", "kaji", "pató" o "igatúa". A més, la cocaïna és coneguda a l'argot amb diversos noms: "neu", "perico", "la dama blanca", etc.

### Etimologia
"Eryth(ro)" prové del grec (ἐρυθρός), significa "roig" i "xyl(o)" que prové del grec (ξύλον) significa "fusta".
"Coca" ['ko.ka] prové del quetxua (Kuka), que significa arbust.

## Distribució i ecologia

### Hàbitat
Aquesta planta es troba a gran part dels Andes i a diverses regions dels rius Gran Chaco i Amazones. Les condicions òptimes de creixement són una altitud entre 600 i 2.000 metres, una temperatura d'uns 20 °C (és una planta sensible al fred), i creix en zones on la humitat és aproximadament del 90% i en sòls rics en nitrogen. El creixement també és possible en altres regions on no es trobin aquestes condicions.

### Distribució mundial
Encara que l'arbust de la coca només creix espontàniament a les regions muntanyoses i humides de la cara occidental dels Andes a Xile, Bolívia, Equador i Perú; actualment, a causa de la seva distribució i consumició com a estupefaent, l'àrea de cultiu és molt més gran i s'ha estès també a zones de Colòmbia.

## Descripció
Arbust que creix fins a uns un metre i mig d'alçada, però pot arribar als 5 en estat salvatge, de tiges llenyoses i glabres i arrel axonomorfa. Les fulles són simples i ovalades-lanceolades, membranoses, planes i agudes a tots dos extrems, de textura coriàcia i de color verd obscur i brillant, menys viu a la cara inversa. La divisió del marge és entera amb un nervi central, presenten tres nervacions principals. La seva disposició sobre la tija és alterna, en grups de 7 a cada branca. Mesuren entre 4 i 8 cm de llarg i de 2 a 4 cm d'amplada. Les branques són erectes, tenen un tint verd, són primes, opaques, ovalades i fan de transició de sortida cap a les extremitats.
Les flors són petites i es disposen en pocs capítols en tiges curtes; la corol·la es compon de cinc pètals de blanc groguenc, amb simetria actinomorfa. Les anteres tenen forma de cor i el pistil consta de tres carpels units per formar un ovari tri-cameral. Els fruits són de tipus baies, o drupes ovoides vermelles, d'1 cm de llarg, amb una llavor al seu interior. L'androceu està compost per 9+3 estams diadelfs i el gineceu és pluricarpel·lar, de 3 carpels, cenocàrpic i sincàrpic. L'ovari és tricarpel·lar i súper. Les fulles són a vegades menjades per les larves de l'arna Eloria noyesi.

## Farmacologia
Els seus principis actius es troben sobretot a les fulles. Els components principals de la coca són:
- Derivats del pseudotropanol: principalment la cocaïna (50%-70% dels alcaloides totas), químicament és metilbenzoilecgonina, que pot estar present en forma de cocaïna pura o bé en forma de diversos composts cinàmics, com cinamil-cocaïna, tropacocaïna i les alfa i beta trujillinas.
- Derivats de la metil-pirrolidina: hygrina, cuscohygrina i cocaicina, també nicotina en petites quantitats.
- Pigments flavònics: cocacitrina i cocaflavina.
- Oli essencial (0,05%-0,1%): salicilat de metil.
- Cocamina (0,6%): àcid cocaïc (0,1%), petites quantitas de vitamines B1, B2 i C. Aigua (6%-7%), materies minerals (8%-10%).

- Aquests 14 alcaloides juntament amb els aminoàcids, els àcids i les vitamines A, B1, C i E, la tiramina, niacina i riboflavina, la converteixen en la planta més completa de l'univers en nitrogen no proteínic, que és el que elimina les toxines i patologies del cos humà i li proporciona propietats de solubilitat i hidratació, obtenint combinacions òptimes amb fruites medicinals.

### Usos medicinals
És considerada com a estimulant mental i físic, amb beneficiosos efectes digestius i respiratoris.
Exerceix un efecte estimulant, al·lucinogen i hipnòtic. En dosis altes la coca provoca al·lucinacions, deliris, i congestió cerebral. Amb dosis mitjanes és un potent estimulant que incrementa la temperatura corporal, la freqüència cardíaca i respiratòria i la capacitat física i psíquica, i elimina la sensació de cansament. La seva addicció es deu a un estímul sobre el sistema nerviós central i perifèric.
La coca té també un efecte analgèsic notable, de fet, va ser el primer analgèsic local que es va descobrir, tot i que avui en dia s'ha substituït per altres productes. La cocaïna s'utilitza tradicionalment com a sedant i calmant del dolor.

#### Altres usos
La primera recepta de la beguda refrescant Coca-cola contenia extractes de fulla de coca i de nous de cola, però no contenia cocaïna en cap quantitat. Coca-cola és l'única empresa mundial autoritzada per importar fulles de coca en quantitats superiors al mig quilo.

### Accions farmacològiques de la cocaïna
La cocaïna és un estimulant addictiu que actua mitjançant la modulació de dopamina, un neurotransmissor que actua en determinades zones del cervell. Els efectes són immediats i es caracteritzen per elevació de l'autoestima i la confiança en un mateix, acompanyat d'eloqüència i excitació, podent arribar a l'extrema irritabilitat. L'efecte dura relativament poc temps (30-60 minuts) i quan comença a declinar el subjecte té ansietat per rebre una altra dosi. A llarg termini, el seu ús descontrolat pot crear addicció, trastorns mentals i, en casos extrems, la mort, bé sigui per efectes físics directes o bé per suïcidi o accidents traumàtics. La cocaïna augmenta el risc de patir trombosi, hemorràgia cerebral i infart de miocardi, accelera el procés d'ateroesclerosi i provoca paranoia transitòria en la majoria dels addictes. L'ús continu mitjançant l'aspiració nasal pot produir congestió nasal, ulceració de la membrana mucosa i fins i tot perforació del tàbic nasal. Si bé produeix més excitació sexual, també pot provocar impotència sexual i disfunció erèctil. El risc de morir d'una sobredosi de cocaïna pels seus consumidors és 20 vegades menor que pels consumidors d'heroïna. Pot produir psicosi cocaínica, síndrome de conducta molt semblant a l'esquizofrènia paroide. La cocaïna és un anestèsic local molt emprat. A causa de l'elevada perillositat d'addicció i la marcada toxicitat no s'utilitza, però és present en molts anestèsics locals. Posseeix propietats estimulants, anestèsiques, terapèutiques i mitigadores de la gana, la set i l'esgotament.

### Toxicitat
El masticat de fulles de coca té efectes sobre l'aparell respiratori i l'adaptació a l'altura, provoca hipoxia i hiperoxia i genera un augment de la resposta ventilatòria. També té efectes sobre els paràmetres hematològics, provocant un lleu descens del nombre de plaquetes i d'agregació plaquetària.
La cocaïna és un alcaloide derivat de la planta que crea addicció. A més, com que és utilitzada (il·legalment) per inhalació nasal, via endovenosa i inhalació del fum, es descriuen un gran nombre d'anormalitats funcionals i lesions extracel·lulars del sistema respiratori. Això inclou lesions de la via aèria i alteracions vasculars, pleurals i parenquimatoses (bronquitis, exacerbacions de l'asma i fibrosi pulmonar).
La cocaïna habitualment consumida és el clorhidrat de benzoilecgonina, que es comporta com una base dèbil, la qual cosa permet una fàcil absorció a través de les mucoses. La capacitat addictiva de la cocaïna és molt alta des d'un punt de vista psíquic, i moderada des d'un punt de vista físic, ja que no produeix síndrome d'abstinència.

## Aportació nutricional
El seu contingut en vitamines i oligoelements fan que, al mateix temps, la infusió de coca constitueixi un complement nutritiu de la dieta diària. En 100 g de coca es poden obtenir gairebé 2 g de potassi, necessaris per a l'equilibri del cor. A més, aquestes infusions poden ser útils per al tractament de l'atònia digestiva i faciliten la digestió. La coca també redueix notablement la gana, així com la secreció salivar i la sensibilitat a les mucoses salivar, faríngia i estomacal.

## Història
Els habitants andins coneixien aquesta planta i els seus efectes des d'èpoques molt anteriors a l'aparició de l'Imperi Inca. Els reialistes li van donar diferents denominacions, mentre que els nadius la coneixien com a fulla sagrada per la seva utilització entre els membres de la casta superior dels nobles, era ofrena per als déus com a senyal de tribut i era consumida assíduament. Sembla que l'ús d'aquesta fulla estava restringit entre la resta de la població. Les alteracions de la conducta provocades per la fulla de coca es consideraven com un fet sobrenatural i per això estava present en actes com els funerals. La coca solia ser consumida quan s'havia de fer alguna caminada per les zones altes, per això es masticava mesclada amb algun tipus de cal o altres preparacions, fins i tot era utilitzada per algunes tribus andines com a mitjà per a endevinar el futur. L'eficàcia de la fulla de coca com estimulant va ser reconeguda pels espanyols des del moment en què van arribar a Sud-america, Fray Juan Navarro, el 1805 explica en el seu llibre Historia natural o jardín americano, les formes d'utilització i els avantatges d'aquesta planta. Envoltada per cerimònies i formalitats exercides per la comunitat, rarament és objecte d'abús o descontrol que pugui afectar la salut. En les relacions socials de la cultura andina, la coca és un obsequi que significa amistat i generositat. L'acte de compartir la coca i consumir-la conjuntament amb altres, és un fet molt important per relacions de confraternitat i confiança entre els participants. A més, a la medicina tradicional no existeix cap altre remei amb tants usos. La coca és un dels components més destacats de la psicoteràpia popular nativa. Entre els indígenes colombians, encara que la relació amb la coca sigui quotidiana, està revestida de religiositat i es considera a la planta com molt sagrada, envoltada de respecte i admiració.
Els metges espanyols van utilitzar per primer cop les fulles de coca amb finalitat terapèutica el 1596. La revista Lancet va publicar el 1895 una sèrie de 5 morts per cocaïna, la qual va ser sintetitzada per primera vegada el 1858 per Albert Newmann. Les fulles es poden acullilar fresques, encara que també es poden assecar.

## Cultiu
La propagació es compleix majoritàriament per llavors. Els petits fruits es posen en remull uns dies fins que es desprèn la polpa. Es renten les llavors i se sembren entre desembre i gener en petites parcel·les en què no hi toca el sol (almacigas), i quan les plantes joves mesuren entre 40 i 60 cm es trasplanten en el lloc de plantació final (aspiraciones), si el terreny és pla, es col·loquen en els solcs (uachos) cavats amb cura en el terra. Les plantes creixen millor en clarianes del bosc, ja que tenen les característiques d'humitat i temperatura idònies pel creixement de la planta, però majoritàriament es prefereixen les fulles que s'obtenen de les plantacions més seques, en els vessants de les muntanyes. La recol·lecció es duu a terme de manera manual. Les fulles recol·lectades varien entre un any i mig i quaranta anys, però només les plantes fresques són cultivades. La primera collita, i la més abundant es fa al final de març, després de les pluges. La segona es fa al final de juny i la tercera a l'octubre o novembre. Les fulles verdes s'estenen en capes fines sobre grosses teles de llana i s'asseca al sol.
El nombre de recol·leccions pot variar depenent de la zona: mentre a unes zones de Bolívia es duen a terme tres collites, en altres regions del mateix país se'n duen terme quatre, i en Alto Huallaga (Perú), sis. A més, la coca també es cultiva a Taiwan, Sri Lanka o Indonèsia.

## Legislació i comerç
L'únic país en què és legal el comerç de fulles de coca és el Perú, tot i que actualment, el govern d'aquest país, està incentivant el cultiu d'altres espècies a efectes de seduir els pagesos amb una alternativa també rendible i menys perillosa. Ja que, avui en dia, la coca passa per una situació difícil per als governs andins a causa de la pressió nord-americana en el sentit d'eliminar o reemplaçar aquests cultius.
En altres països la cocaïna es ven pels carrers, il·legalment, en forma de pols blanca, fina i cristal·lina. Els traficants generalment la barregen amb altres substàncies com micena, talc o sucre; o amb altres drogues com la procaïna o estimulants com l'amfetamina. També es ven en forma de pedretes blanques o grogues processades amb sal d'amoni o bicarbonat de sodi, anomenada crack, molt comú a l'Amèrica del nord, que normalment es fuma en pipa de vidre. Aquesta forma és molt popular en les classes mitjanes i baixes i crea més addicció.

## Galeria d'imatges

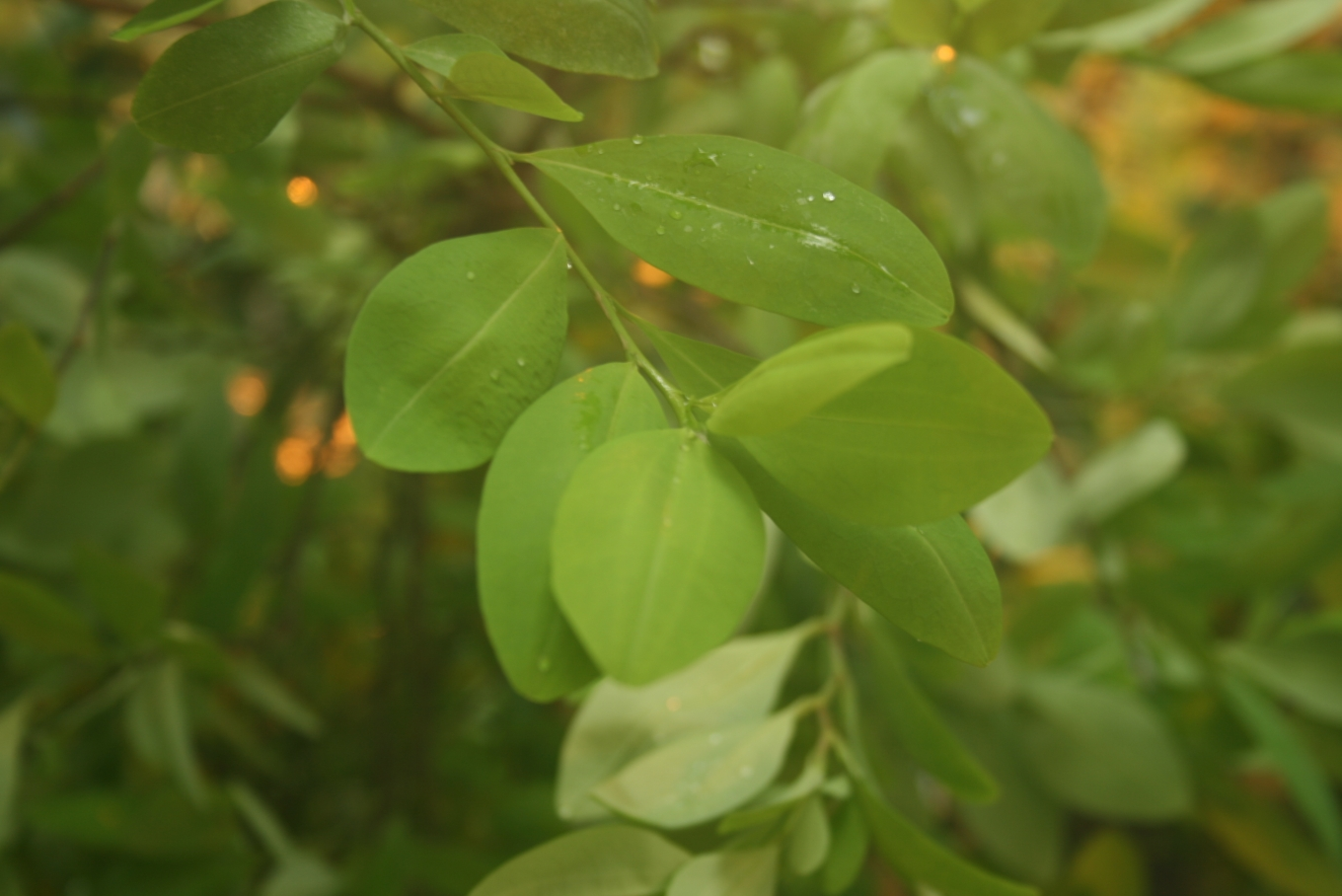
Detall de les fulles
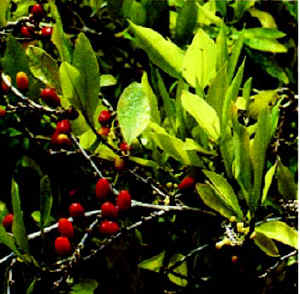
Fulles i fruits
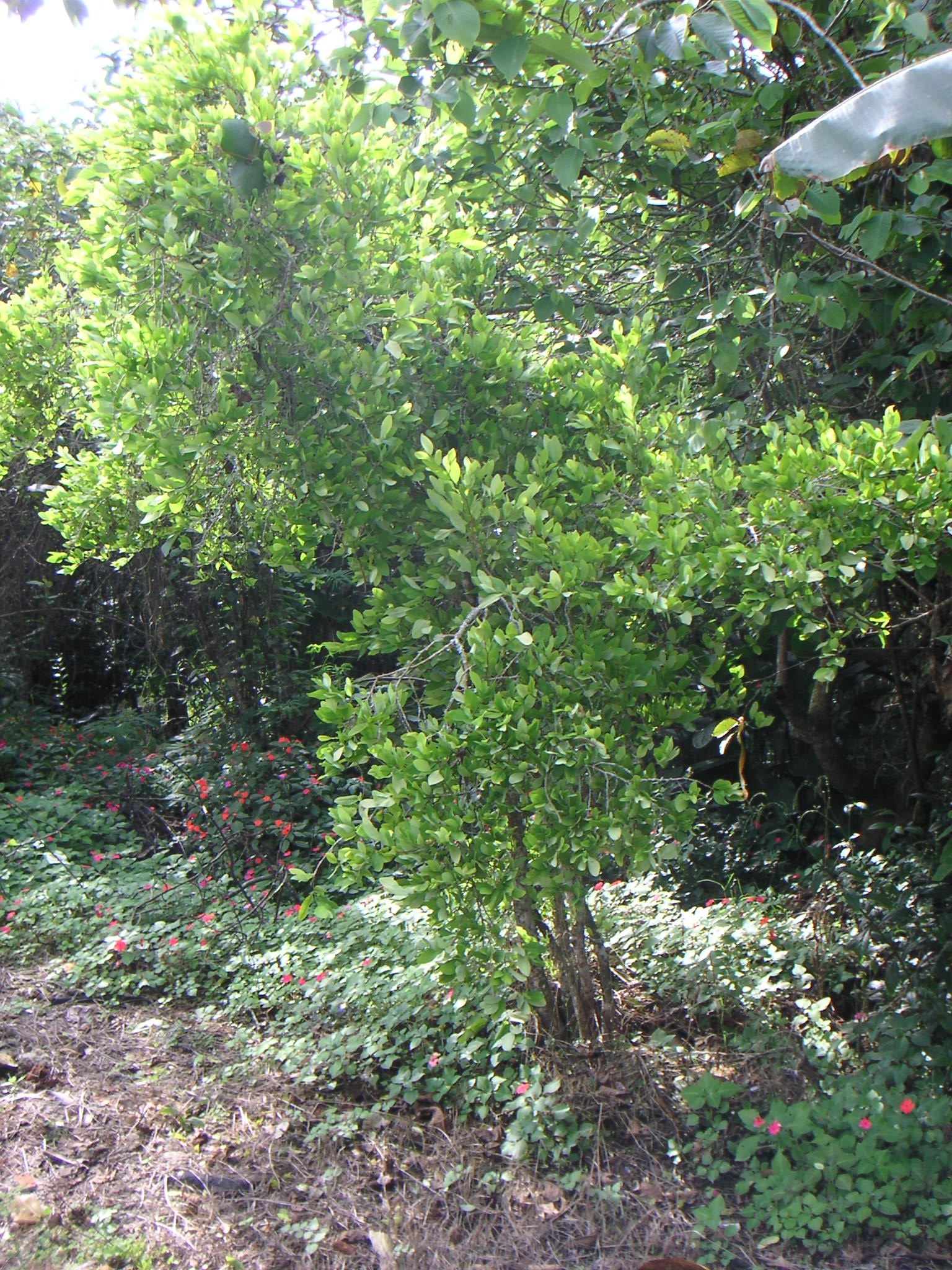
Arbust
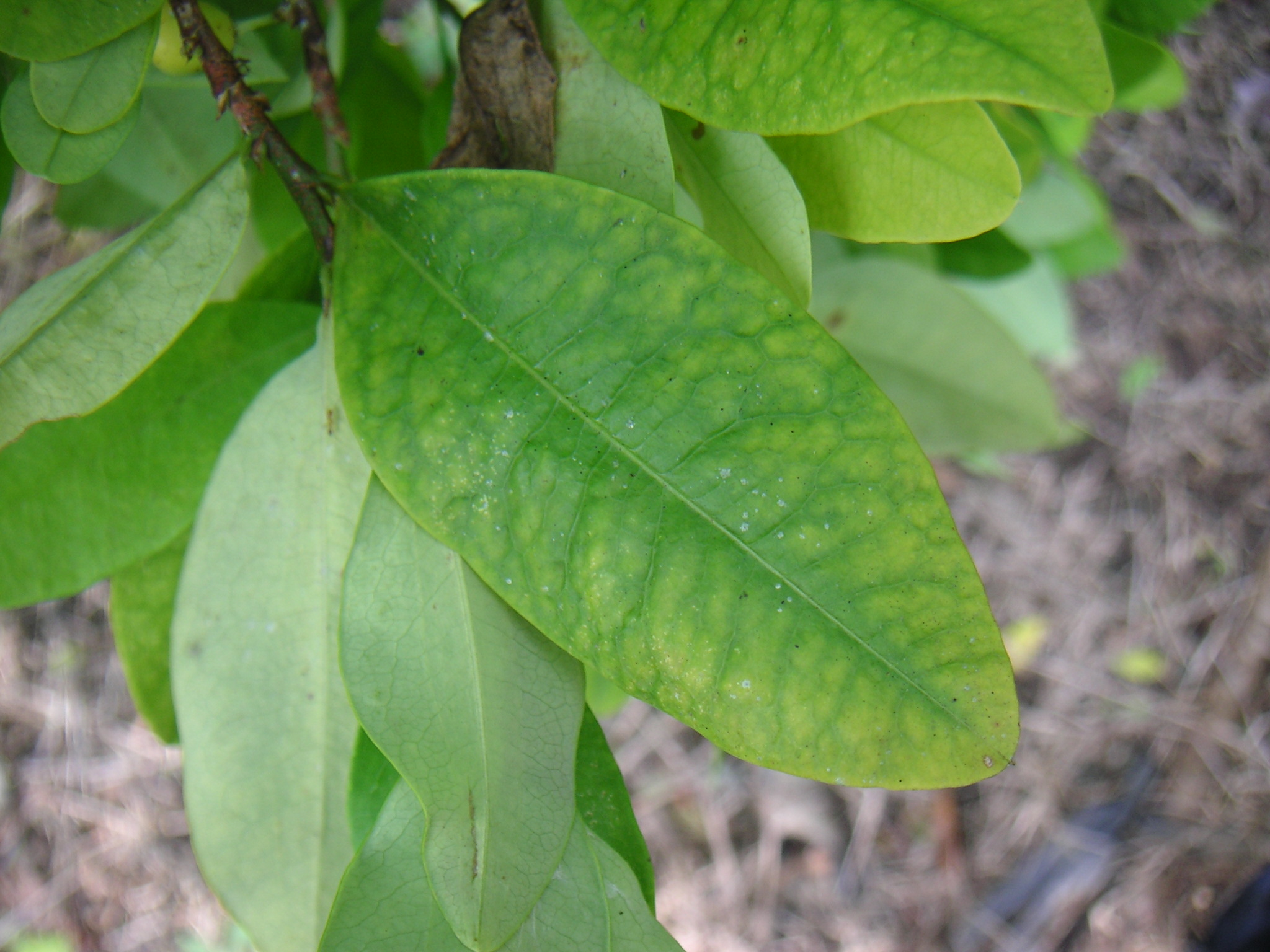
Fulla